# Excelsior Palace
L'Excelsior Palace è uno storico albergo a cinque stelle di Palermo, situato sul Viale della Libertà.
Costruito nel 1891 come Hotel De La Paix in occasione della V esposizione nazionale italiana, è nota per essere l'unica struttura costruita durante quel periodo a non essere stata abbattuta.

## Storia

### Antefatti
Nel 1861 in Italia, venne istituita l'Esposizione nazionale italiana, un ciclo di manifestazioni volte a "costruire e rafforzare uno spirito nazionale e mettere in mostra le più avanzate produzioni nei vari campi dell’industria e del commerciostituita".
Dopo che le prime quattro edizioni si furono tenute tra le città di Firenze (1861), Milano (1871 e 1881) e Torino (1884), nel 1891 su suggestione del presidente del Consiglio dei ministri Francesco Crispi venne scelta Palermo. Per costruire i padiglioni della manifestazione fu scelto il parco del Firriato di Vilafranca, sorto nel 1712 per volere di Giuseppe Alliata e del principe di Villafranca Colonna IV nella zona compresa tra Via Dante, Via Villafranca, Viale della Libertà e Piazza Croci. Il comitato organizzatore dell'esposizione chiese dunque il permesso dell'utilizzo della zona al Principe di Radaly, che glielo concesse a patto che il Comune gli permettesse la lottizzazione dei terreni.

### L'esposizione nazionale

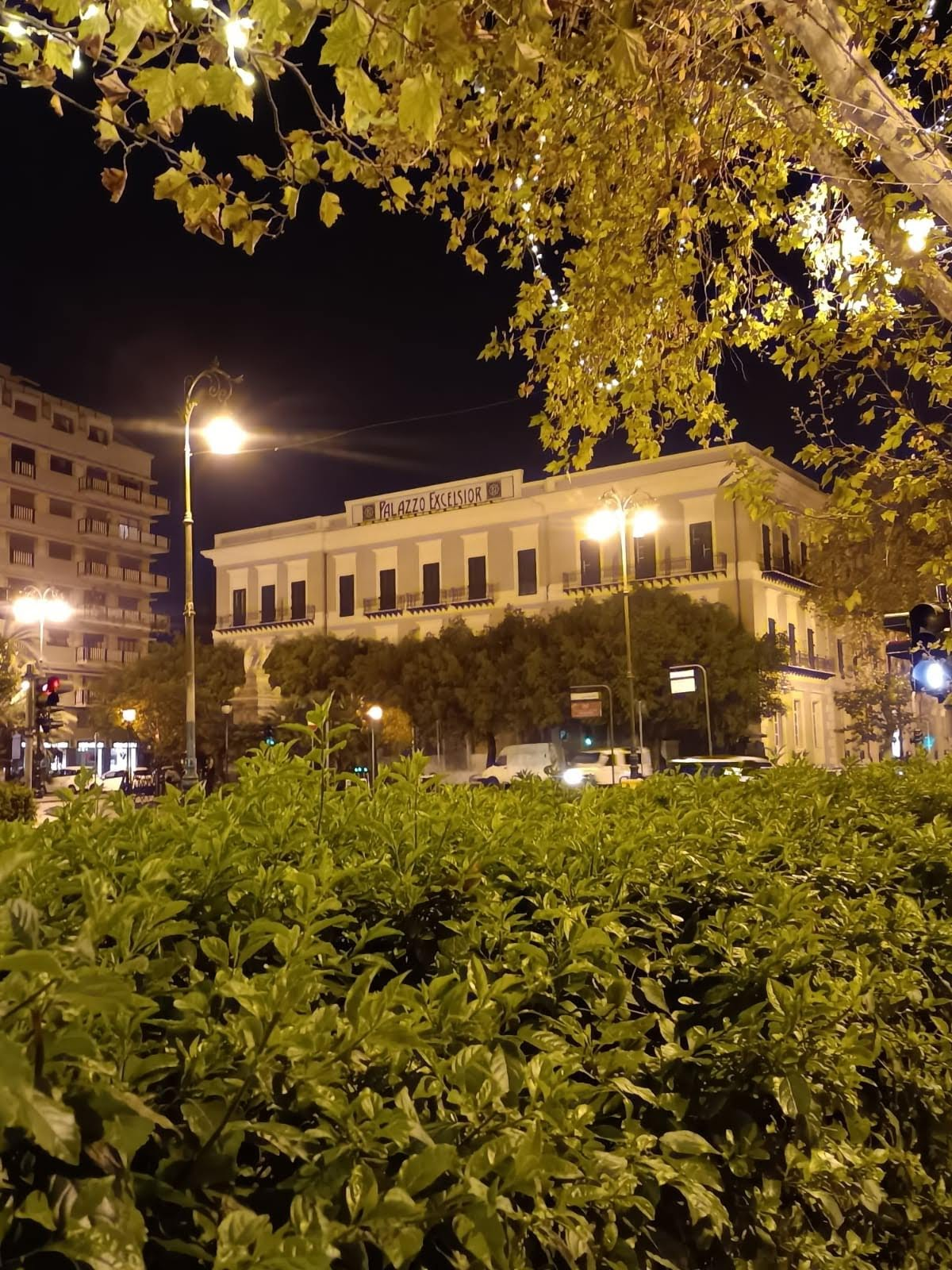
Veduta frontale del palazzo nel 2023 dopo il restauro.

Nel 1891 iniziarono i lavori di costruzione che si conclusero entro il 15 novembre 1891, la data di inizio dell'Esposizione Nazionale e di presentazione del palazzo, inizialmente noto come Hotel De La Paix.
Dopo la manifestazione, tutti i padiglioni furono abbattuti e, al loro posto, furono costruiti palazzine e villette in stile Liberty; tuttavia l'Hotel De La Paix non venne abbattuto, nonostante dovesse anch'essa essere una struttura temporanea. Negli anni successivi, il palazzo, in attesa della sua futura destinazione, prima divenne la sede di una società elettrica e nel periodo del dopoguerra passò al Banco di Sicilia. In contemporanea visse l'intervento del famoso architetto palermitano Ernesto Basile, che conferì all'edificio l’elegante aspetto attuale.
Negli anni 1960 con il piano regolatore di Palermo del 1962 l’area dove sorgeva il palazzo fu destinata allo spazio pubblico. In questo periodo il palazzo, oltre ad essere di proprietà banchiera, fu la struttura che ospitò temporaneamente il Liceo Classico Giovanni Meli. Il banco di Sicilia, che voleva trasportare la sede all'interno del palazzo, aveva l'intenzione di abbatterlo ma ciò era impossibile proprio a causa del piano regolatore. Quindi venne presentata una proposta di rimodernazione del palazzo che avrebbe avuto ben 13 piani.
Visto che, sempre secondo il piano regolatore, anche la zona di fronte all'Hotel Excelsior era destinata a verde pubblico da unire con il perimetro del giardino inglese, venne proposto di demolire anche l'ex Conservatorio delle Croci progettato da Giovan Battista Filippo Basile, tuttavia la proposta non decollò.
Alla fine degli anni 1990, il palazzo venne acquisito dal Gruppo Acqua Marcia, entrando a far parte della catena alberghiera Hilton. Nel 2018, a seguito della liquidazione di Acqua Marcia, l'immobile passò alla Luxury Private Properties, gruppo societario di proprietà della famiglia fiorentina dei Giotti. A partire dal febbraio 2021, assieme ad altre tre strutture alberghiere siciliane e grazie al contratto di sviluppo sottoscritto da Luxury Private Properties il palazzo sono iniziati i lavori di riqualificamento come hotel a cinque stelle.